# Movimento Adulti Scout Cattolici Italiani
Il Movimento Adulti Scout Cattolici Italiani (MASCI) è un'organizzazione cattolica di scautismo adulto.

## Storia
Passato il periodo della ricostruzione dello scautismo giovanile (che era stato cancellato dal fascismo per dare spazio alle organizzazioni di regime e perché gli ideali fascisti mal si conciliavano con quelli scout), Mario Mazza, uno dei fondatori del ramo cattolico del movimento in Italia, intuì che passati gli anni del periodo educativo, anche coloro che non avessero voluto o potuto, per qualsivoglia motivo, fare o continuare il servizio di educatori nel movimento, avrebbero potuto voler continuare a vivere l'avventura scout.
Inizialmente, ciò avvenne attraverso le Compagnie dei Cavalieri di San Giorgio, composte da soci adulti dell'Associazione Scouts Cattolici Italiani (ASCI). Nel 1954, invece, nacque un'associazione apposita: il MASCI. Da quell'idea si sviluppò un movimento di adulti, inizialmente tutti provenienti dallo scautismo giovanile, con il requisito di aver preso la partenza nell'ASCI (dunque solo ragazzi e uomini). Man mano l'ambito del MASCI si allargò fino ad accogliere anche altri adulti che si riconoscevano nel modello educativo proposto dal fondatore, (Robert Baden-Powell o più semplicemente B.-P.), anche non passati dall'ASCI, e soprattutto e si aprì anche alle donne.
Il 23 ottobre 2004 Papa Giovanni Paolo II ricevette in udienza generale in Piazza San Pietro sia il MASCI sia l'AGESCI. Il MASCI celebrava il cinquantesimo anniversario della fondazione, mentre per l'AGESCI era il trentesimo anniversario della fusione dei due movimenti cattolici dello scautismo (ASCI) e del guidismo (AGI).
Sabato 8 novembre 2014 Papa Francesco ha ricevuto in Udienza Speciale in Aula Paolo VI il MASCI (circa 7.000 partecipanti), in occasione del 60º anniversario della fondazione. L'evento è stato preceduto e seguito da altri mini-eventi, convegni e festeggiamenti, svoltisi a Sacrofano dal 7 al 9 novembre 2014.
sabato 15 novembre 2024 Papa Francesco ha ricevuto in udienza privata il Consiglio Nazionale in occasione del settantesimo anniversario della fondazione del Masci

## Relazioni istituzionali
Il MASCI appartiene alla International Scout and Guide Fellowship (ISGF), organizzazione analoga all'Organizzazione Mondiale del Movimento Scout (OMMS/WOSM) e all'Associazione Mondiale Guide ed Esploratrici (AMGE/WAGGGS), ma che si rivolge allo scautismo adulto. In Italia l'unica associazione riconosciuta dall'ISGF è il MASCI.
Collabora con la Federazione Italiana dello Scautismo, con l'Associazione Guide e Scouts Cattolici Italiani e con tutte le realtà che si rifanno ai principi e al metodo scout
Dal 2000 è presente anche una Comunità del MASCI a San Marino, formata da adulti già appartenenti all'Associazione Guide Esploratori Cattolici Sammarinesi (AGECS).

## Organizzazione
Oggi il movimento è diffuso in tutta Italia e ha una sua struttura propria.
L'unità di base del movimento a livello cittadino è la comunità, guidata da un Magister. Poi vi è la struttura regionale guidata dal segretario regionale, coadiuvato da un Assistente Ecclesiastico regionale. Alcune regioni sono divise in "zone", nelle quali viene individuato il "coordinatore di zona", referente del segretario regionale per quella determinata area della regione: questa divisione è necessaria in regioni particolarmente grandi o con un numero troppo elevato di comunità. Il coordinatore di zona è comunque una figura priva di potere decisionale e operativo e funge solo da collegamento fra le comunità e la Regione.
A livello nazionale il MASCI si compone del Consiglio Nazionale, organismo decisionale, e del Comitato Esecutivo, organismo operativo. Il consiglio nazionale è composto da 10 membri eletti dai delegati delle comunità durante l'Assemblea Nazionale (che si tiene ogni tre anni) e da tutti i segretari regionali. Durante l'assemblea nazionale vengono eletti anche il Segretario Nazionale ed il Presidente Nazionale. Inoltre importanti all'interno del movimento sono le figure dell'Assistente Ecclesiastico Nazionale e del Segretario Internazionale.
Il MASCI ha un proprio organo ufficiale, il mensile Strade Aperte, con un periodico di approfondimento di temi di interesse generale, Argomenti di Strade Aperte. Il direttore fa parte di diritto del consiglio nazionale e del comitato esecutivo.

## Campi di attività del MASCI
Le singole comunità agiscono nell'ambito dell'educazione permanente degli adulti utilizzando come strumenti caratterizzanti: la vita di comunità, e il sostegno ad esperienze comunitarie e personali di servizio. Agiscono in diversi campi, come: la cittadinanza attiva, il volontariato, la protezione civile, il sostegno allo scautismo giovanile, l'educazione permanente e le attività di impegno sociale (sia locali che di sostegno a progetti nei paesi in difficoltà) .
Sono da menzionare interventi nelle zone terremotate o alluvionate, il recupero di aree di protezione ambientale, la partecipazione a diversi progetti in Albania, e diversi progetti di sostegno in diverse zone dell'Africa (Burundi, Kenya, Eritrea, Tanzania e Mali).

## L'organizzazione
Gli iscritti del MASCI fanno parte di una Comunità, a volte presente presso una Parrocchia, guidata da un Magister. Ogni comunità ha una Carta di Comunità, un documento che viene elaborato dalla singola comunità richiamando necessariamente l'adesione al Patto Comunitario, allo Statuto ed al Regolamento del MASCI, e contenente i principi cui si ispira la Comunità: la rotta segnata da Baden-Powell, la Legge Scout e la Promessa Scout. Tale documento viene rielaborato ogni qual volta la Comunità ne avverte la necessità, secondo le regole ivi contenute, e viene condiviso e sottoscritto dai partecipanti.
Gli associati al MASCI sono tenuti a rinnovare la Promessa Scout, ogni anno, mentre i nuovi associati la formulano (se ancora non scout) per la prima volta in una cerimonia che viene svolta secondo la tradizione della Comunità stessa. Nel Lazio, ad esempio, si celebra  una sola volta l'anno nella festa di San Giorgio, patrono degli scout, presso la Chiesa di San Giorgio al Velabro a Roma.
Gli associati indossano l'uniforme scout, che per gli adulti MASCI è, attualmente, costituita da una camicia grigia, un maglione e un pantalone blu scuro, e il fazzolettone celeste al collo con il simbolo ISGF. L'uniforme è indossata nei momenti di vita comunitaria e nelle cerimonie solenni, secondo le indicazioni del magister.
Il MASCI pubblica la rivista Strade Aperte, che viene inviata ad ogni associato.